# Euheterospila antennalis
Euheterospila antennalis är en fjärilsart som beskrevs av Embrik Strand 1912. Euheterospila antennalis ingår i släktet Euheterospila och familjen nattflyn. Inga underarter finns listade i Catalogue of Life.